# 烏拉圭比索
烏拉圭比索（貨幣編號：UYU）是烏拉圭的流通貨幣。輔幣單位為分，1比索=100分。

## 流通中的貨幣

### 硬幣
- 1比索
- 2比索
- 5比索
- 10比索
- 50比索

### 紙幣

烏拉圭現在流通的七款紙幣系列。

- 20比索
  - 正面：胡安·索里利亞德·聖馬丁
  - 背面：「傳奇祖國」的寓言
- 50比索
  - 正面：何塞·佩德羅·巴雷拉
  - 背面：在蒙得維的亞的瓦雷拉紀念碑
- 100比索
  - 正面：愛華德·弗比尼
  - 背面：潘神
- 200比索
  - 正面：佩德羅·費加里
  - 背面：舊的舞蹈
- 500比索
  - 正面：阿爾弗雷多·巴斯克斯·阿塞韋多
  - 背面：在蒙得維的亞的共和國大學
- 1,000比索
  - 正面：胡安娜·伊瓦沃羅[1]
  - 背面：阿巴布魯廣場、書本
- 2,000比索
  - 正面：達馬索·安東尼·拿華拿加
  - 背面：國家圖書館

## 外部連結
- 唐的世界硬币画廊：Uruguay
- 罗恩·怀斯的世界纸币：Uruguay 镜像网站
- 环球货币历史：Uruguay
- 《环球金融资料》系列：Uruguay Peso
- 《环球金融资料》货币历史表格（ 微软试算表格式）
- Uruguayan Coins （页面存档备份，存于）

1. ↑  . 中華民國中央銀行. 臺灣. 2019  [2025-07-04] （中文（臺灣））.